# Stipiturus
Stipiturus es un género de aves paseriformes perteneciente a la familia Maluridae. Sus miembros son endémicos de Australia.

## Especies
Contiene solo 3 especies:
- Stipiturus malachurus - maluro meridional;
- Stipiturus mallee - maluro del mallee;
- Stipiturus ruficeps - maluro coronirrufo.

## Localización
Las especies y subespecies de este género se encuentran localizadas en Australia.